# Acacesia
Acacesia es un género de arañas araneomorfas de la familia Araneidae con distribución principalmente neotropical; sólo A. hamata se le puede encontrar en los Estados Unidos.

## Descripción
El abdomen u opistosoma de las arañas de este género tiene una ornamentación que se asemeja una daga, de color negro y rodeado de una forma triangular. A cada lado de la daga hay filas paralelas de puntos de color naranja-marrón. La longitud del cuerpo de las hembras oscila entre 4,3 a 8 mm, de los machos de 3,6 a 6,5 mm.

## Lista de especies
Según The World Spider Catalog 12.0:
- Acacesia benigna Glueck, 1994 - Perú, Bolivia y Brasil.
- Acacesia cornigera Petrunkevitch , 1925 - México a Brasil, Guayana Francesa y Guyana.
- Acacesia graciosa Lise & Braul, 1996 - Brasil
- Acacesia hamata (Hentz, 1847) - de Estados Unidos a Argentina.
- Acacesia tenella (L. Koch, 1871) - de México a Brasil, Guayana Francesa y Guyana.
- Acacesia villalobosi Glueck, 1994 - Brasil
- Acacesia yacuiensis Glueck, 1994 - Brasil y Argentina.
- (Nota: la especie Acacesia tenella no es una especie reconocida científicamente, pero si la reconoce Wikiespecies)[2]